# Sýkora parukářka
Sýkora parukářka (Lophophanes cristatus, dříve Parus cristatus) je malý druh pěvce z čeledi sýkorovitých (Paridae).

## Taxonomie
Druh se dělí na 6 poddruhů.
- L. c. abadiedi
- L. c. baschikiricus
- L. c. cristatus
- L. c. mitratus
- L. c. scoticus
- L. c. weigoldi

## Popis
- Délka těla: 12–13 cm
- Rozpětí křídel: 17–20 cm
- Hmotnost: 10–13 g[2]

Je o něco menší než vrabec. Mezi evropskými sýkorami je zcela nezaměnitelná, a to zejména díky výrazné chocholce na hlavě. Svrchní strana těla je hnědá, od černobílé hlavy jasně oddělená tmavým pruhem, který pokračuje až pod zobák, kde přechází do velké podélné skvrny. Spodina těla je hnědobílá a končetiny, zobák i oči tmavé. Obě pohlaví jsou si přitom velmi podobná.

## Hlas
Vábení zní nejčastěji jako „cicigyrrrr“ nebo „gyrrrr“. Zpěv je tichý, cvrčivý.

## Rozšíření
Sýkora parukářka se vyskytuje na rozsáhlém území Evropy a západní Asie. Její areál rozšíření sahá od Španělska až po Ural, přičemž jeho severní hranice se nachází na severu Ruska a jižní pak v pásmu od jižního Španělska přes jih Francie a jižní Alpy po Bulharsko a Řecko.
Je stálá a vázaná především na jehličnaté lesy, může se však vyskytovat také v lesích smíšených či v parcích a zahradách s porosty jehličnanů.

## Výskyt v Česku
V České republice hnízdí až po nadmořskou výšku 1700 m n. m., a to v počtu 250–500 tisíc párů. Její populační trend je stabilní.

## Chování
Je velmi čilá a dobře šplhá. Během zimního období se občas vyskytuje také ve smíšených hejnech s jinými druhy sýkor.

## Hnízdění
Hnízdí 1–2× ročně od března do července v dutinách stromů, které sama buduje ve ztrouchnivělém dřevě. Občas využívá také budky. V jedné snůšce je 5–7 světlých, 16,4–12,6 mm velkých, hnědě skvrnitých vajec, na jejichž 13–16denní inkubaci se podílí samotná samice, kterou samec během tohoto období krmí. Mláďata hnízdo opouštějí po 18–22 dnech.

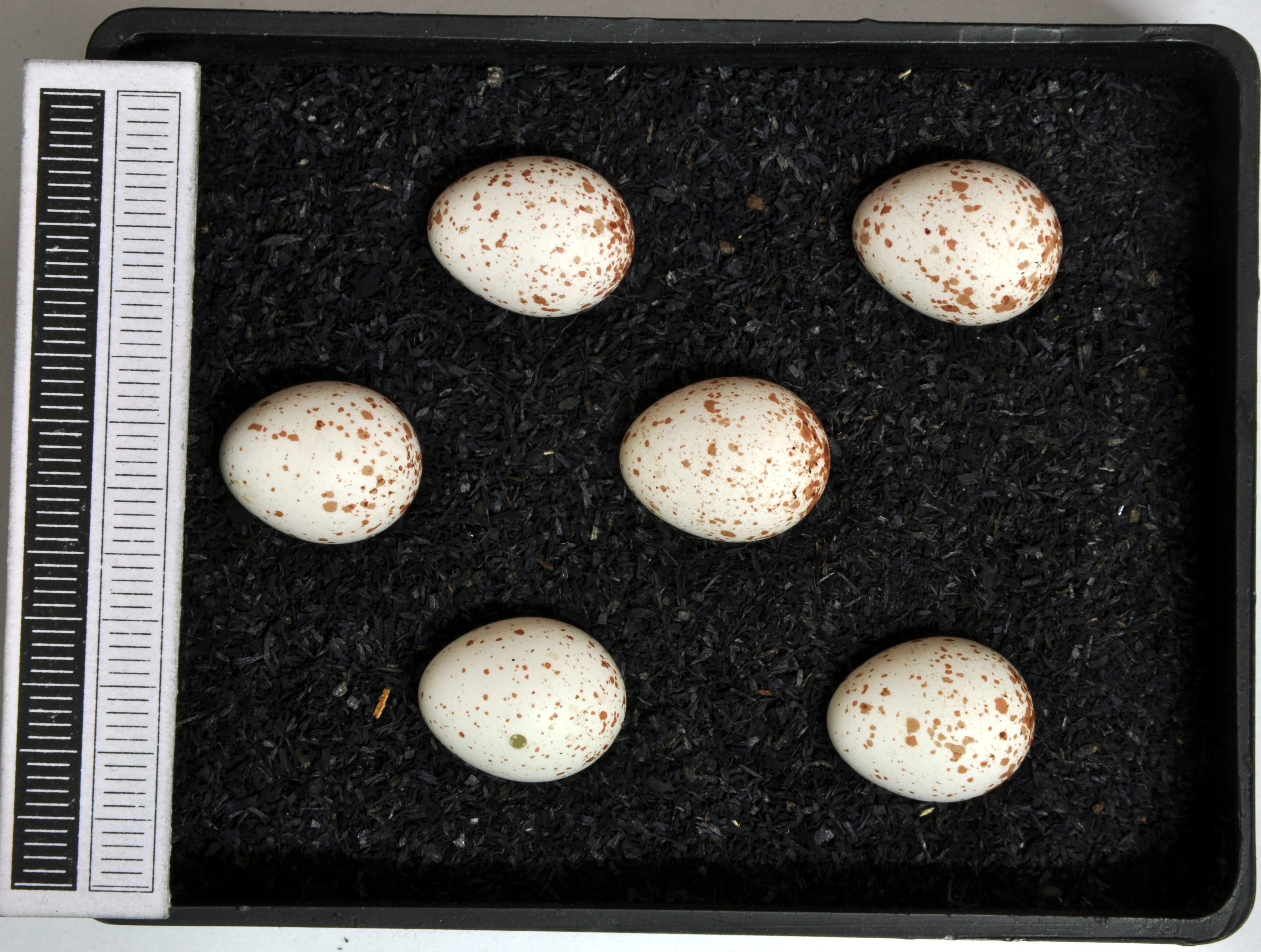
Vejce sýkory parukářky

## Potrava
V létě se v její potravě objevují převážně malí bezobratlí, včetně členovců, hmyzu, jeho larev a pavouků, zatímco v zimě se živí semeny.